# Gyeryongsan-Nationalpark
Der Gyeryongsan-Nationalpark (계룡산국립공원) ist, zusammen mit dem Gyeongju-Nationalpark, der zweite Nationalpark, der in Südkorea eingerichtet wurde. Er liegt wenige Kilometer westlich der Stadt Daejeon in der Provinz Chungcheongnam-do.

## Lage und Geographie
Der Park liegt wenige Kilometer westlich der Stadt Daejeon. Der höchste Punkt ist der 845 Meter hohe Gyeryongsan. Bekannt ist der Park auch für seine Wasserfälle.

## Flora und Fauna
Im Nationalpark gibt es 1121 Pflanzenarten, von 2512 Tierarten sind 1867 Insekten, zu den restlichen Tierarten gehören Tiere wie Marder, Otter, Schwarzspechte und Mäusebussarde.

## Sehenswürdigkeiten
Zu den Sehenswürdigkeiten gehören die Tempel Gapsa, Donghaksa und Sinwonsa.
Der Gapsa-Tempel wurde im Jahr 420 in der Baekje-Zeit gegründet. Während des Imjin-Krieges wurden hier auch Mönchskrieger rekrutiert und ausgebildet. Architektonisch unterscheidet sich der Tempel durch die Vorlesungshalle, die normal nicht Teil einer solchen Anlage ist.
Der Donghaksa ist die älteste der akademischen Einrichtungen zur Ausbildung buddhistischer Nonnen. Im Frühjahr findet hier das Donghaksa Spring Flower Festival statt.